# Advan Kadušić
Advan Kadušić est un footballeur international bosnien né le 14 octobre 1997 à Zenica. Il évolue au poste de défenseur au NK Istra.

## Biographie

### En club
Il intègre l'académie du FK Sarajevo en 2013. Il fait ses débuts professionnels contre le Velež Mostar le 18 octobre 2015. Le 10 août 2016, il inscrit son premier but contre le FK Krupa.
En décembre 2017, il rejoint le Zrinjski Mostar. 
En janvier 2020, il s'engage avec le club slovène du NK Celje. 

### En sélection
Le 11 octobre 2020, il joue son premier match avec la Bosnie contre les Pays-Bas en Ligue des nations (0-0). Débutant comme titulaire, il dispute la première mi-temps.

## Palmarès
| Zrinjski Mostar - Championnat de Bosnie-Herzégovine (1) : - Champion : 2017-18. |  | NK Celje - Championnat de Slovénie (1) : - Champion : 2019-20. |